# Morcilla de Aranda

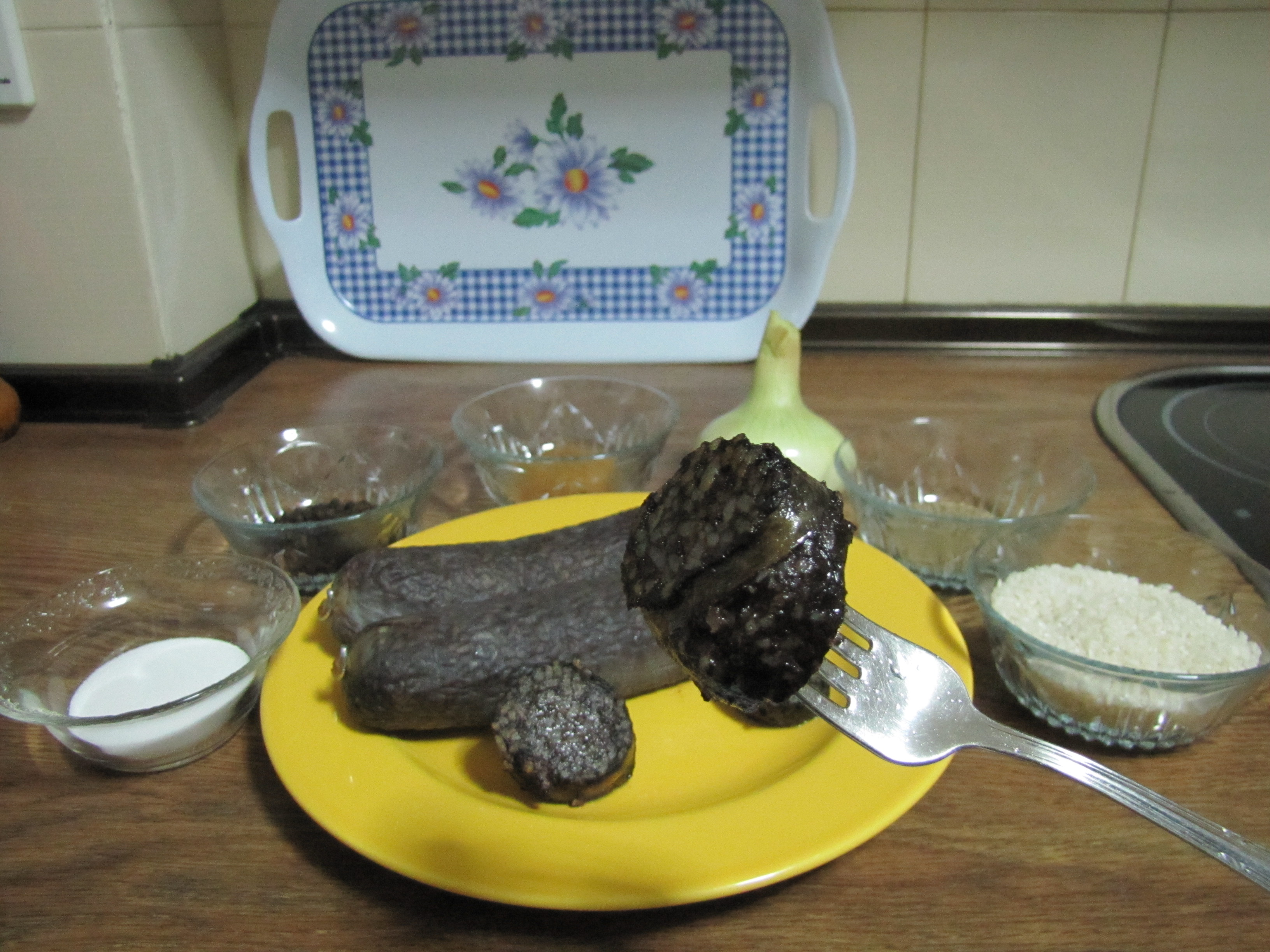
"Morcilla de Aranda" frita, y rodeada de sus ingredientes.

La morcilla de Aranda es la variedad de la morcilla de Burgos tradicional de la ciudad de Aranda de Duero, situada en el sur de la provincia de Burgos, España. La morcilla, en Burgos, es un producto tradicional que desde el siglo XVIII forma parte de los hábitos alimentarios de la zona, sin haberse abandonado nunca su elaboración en el ámbito familiar.
La morcilla de Aranda posee dos diferencias principales con respecto al resto de variedades de Morcilla de Burgos:
- Las especias tradicionalmente utilizadas en la Morcilla de Aranda son el comino, la pimienta negra y un punto de canela.[1]
- Además, en la producción de la morcilla de Aranda se realizan, a diferencia del resto de variedades, 2 cocciones, una antes del embute y otra después, razón por la cual es una variedad más apreciada porque "repite menos".[2][3]

## Composición
Todas las variedades de la morcilla de Burgos se elaboran con la variedad autóctona de cebolla, la cebolla Horcal, arroz, manteca, sangre, sal y especias. Las morcillas que se elaboran en las diferentes comarcas de la provincia de Burgos, se completan con pequeñas diferencias y matices en las especias.
La morcilla de Aranda y el resto de variedades de la morcilla de Burgos tradicionalmente mantienen una composición:
- 45 % - Cebolla.
- 20 % - Arroz.
- 16 % - Manteca.
- 14 % - Sangre.
- 5 % - Sal y especias.

## La cebolla horcal
Su principal ingrediente, la cebolla horcal, es una variedad autóctona de color oro, forma ovalada y capas de piel muy finas, empleada tradicionalmente en todas las variedades de la morcilla de Burgos. La cebolla horcal se caracteriza por ser muy jugosa, pocha más rápido por lo que al utilizarla en la morcilla de Burgos le da un toque dulzón.

## Tradición

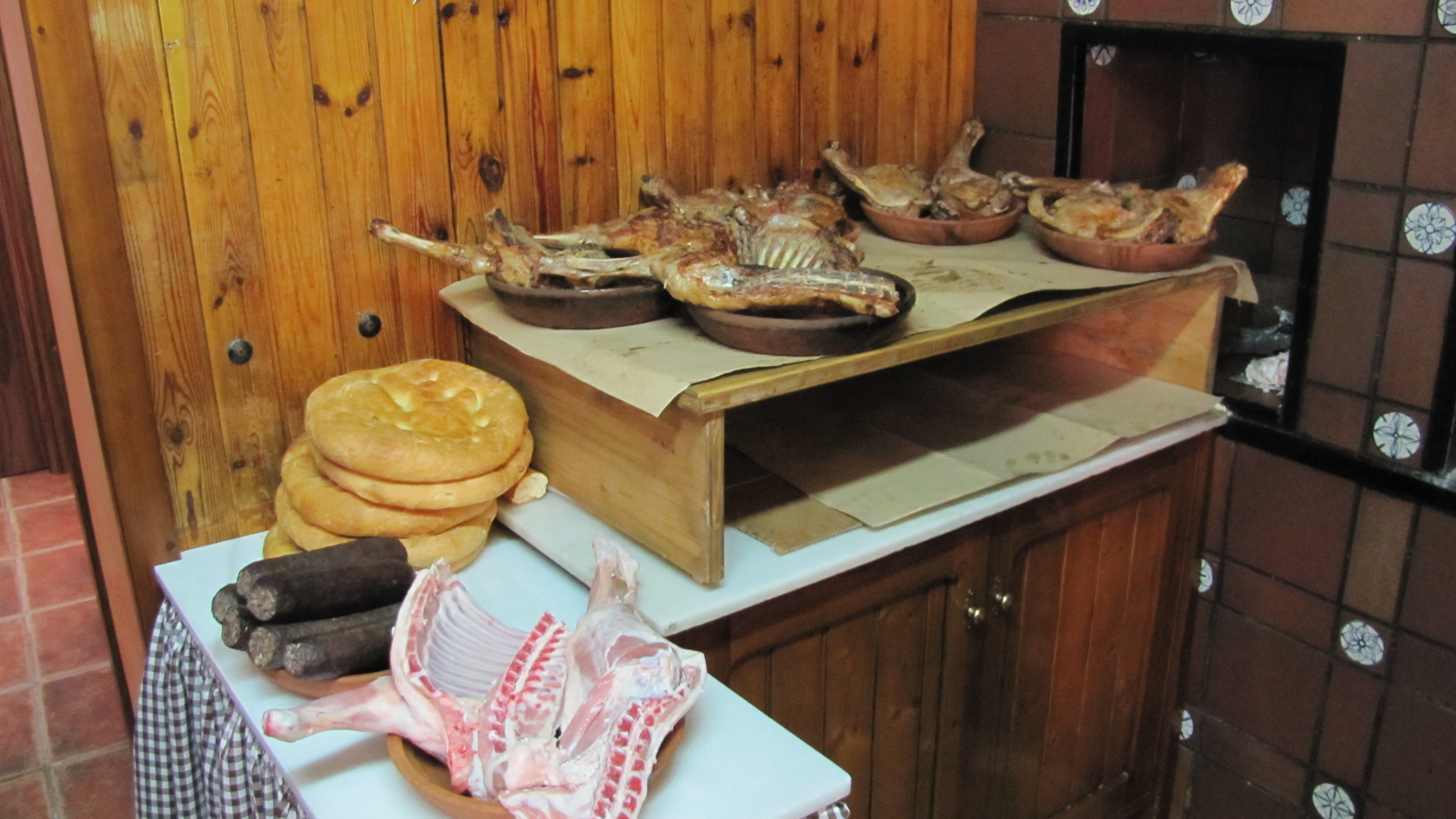
Morcilla de Aranda, Lechazo asado (cordero lechal) y torta de Aranda, en uno de los tradicionales asadores castellanos, el Asador Rafael Corrales, fundado en 1902.

En Aranda, la gastronomía es uno de los puntos fuertes, y además de la morcilla existen tres pilares gastronómicos más, con los que se complementa:
- El vino tinto de Ribera del Duero, de fama mundial.
- El lechazo asado en horno de leña (Lechazo de Castilla y León) y las chuletillas de cordero.
- La Torta de Aranda, un pan tradicional de la ciudad, reconocida como una «marca de garantía».[4]

Estos 4 pilares son la base de los mesones y asadores locales, y de los festejos locales donde se promociona su gastronomía, como el Festival Sonorama.

## Enlaces externos

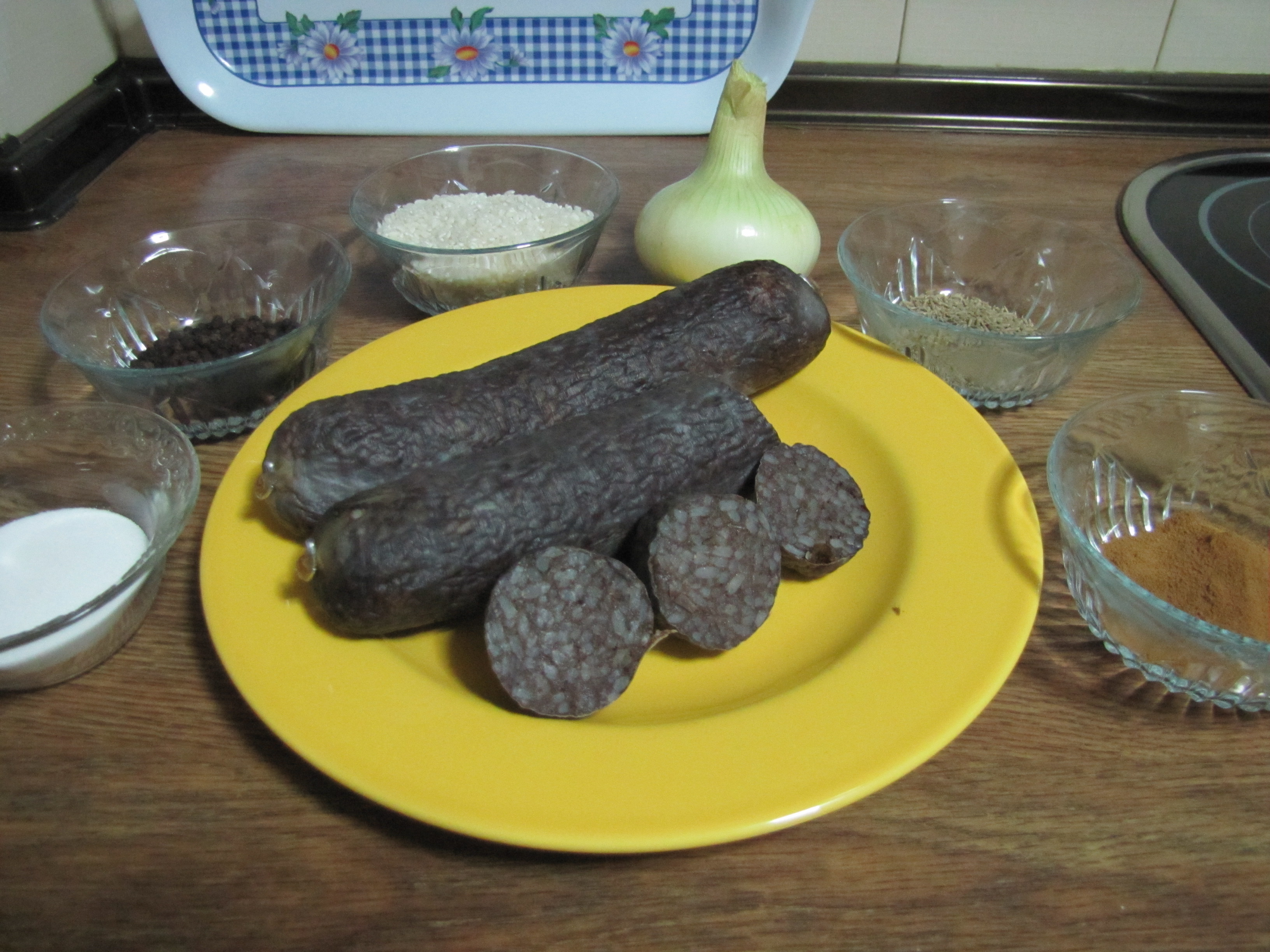
"Morcilla de Aranda" rodeada de sus principales ingredientes.
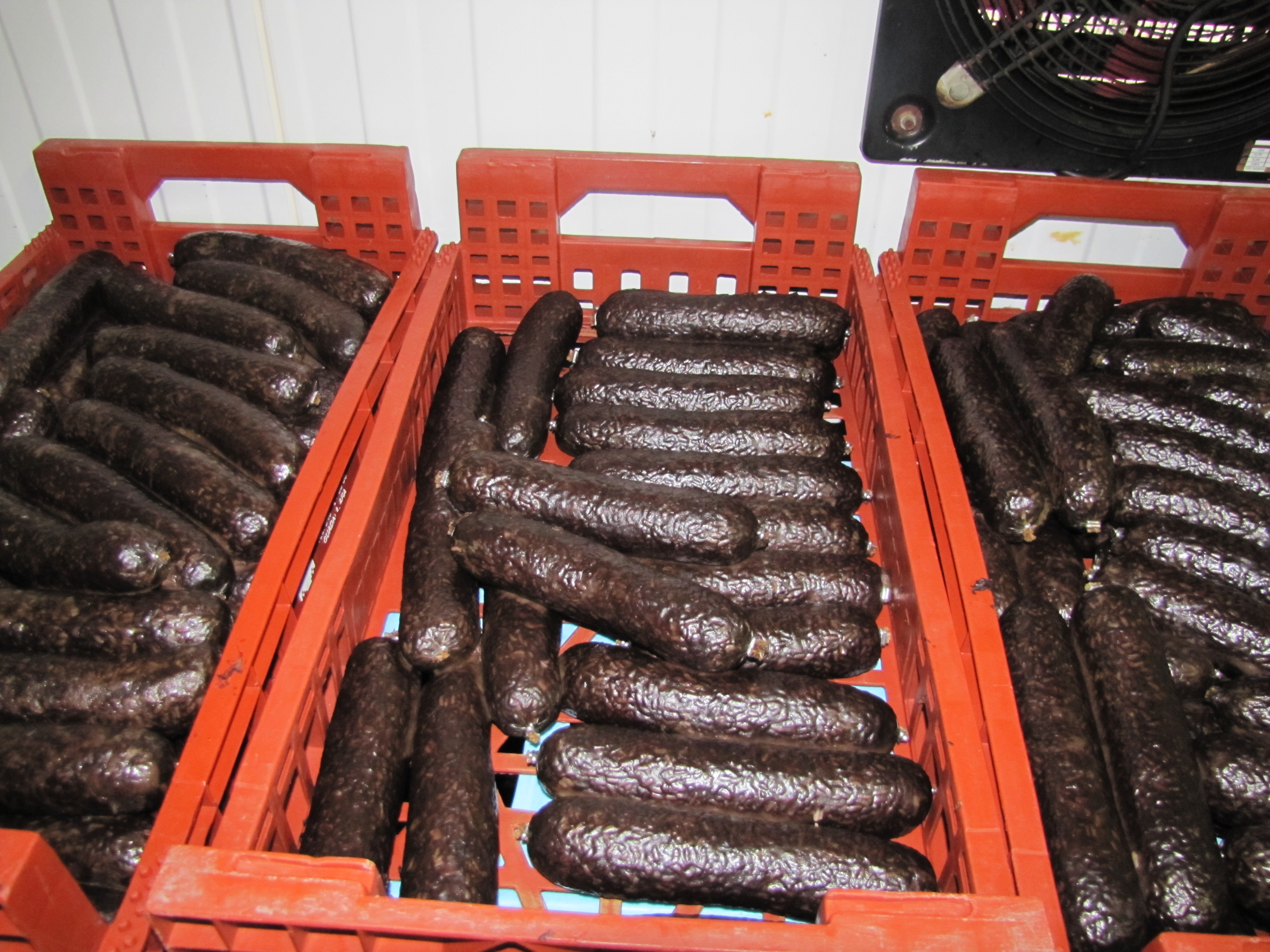
"Morcillas de Aranda" recién hechas.
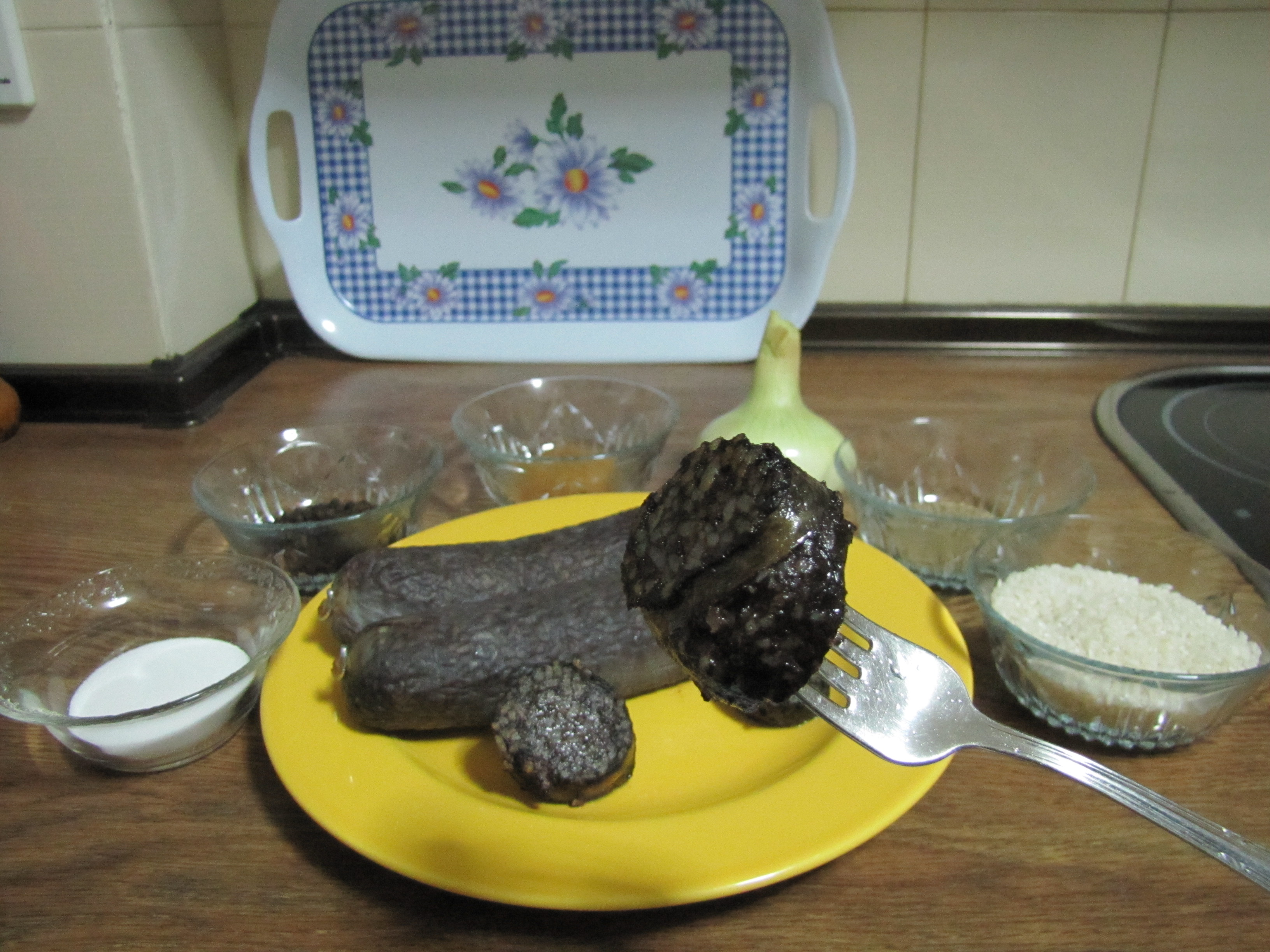
"Morcilla de Aranda" frita y rodeada de sus ingredientes.